# Ustrój polityczny Francji
Ustrój polityczny Francji opiera się na konstytucji Francji, która głosi, że państwo francuskie jest niepodzielną, laicką (fr. laïcité), demokratyczną oraz społeczną republiką, zgodnie ze zdaniem:
La France est une République indivisible, laïque, démocratique et sociale. (fr.)

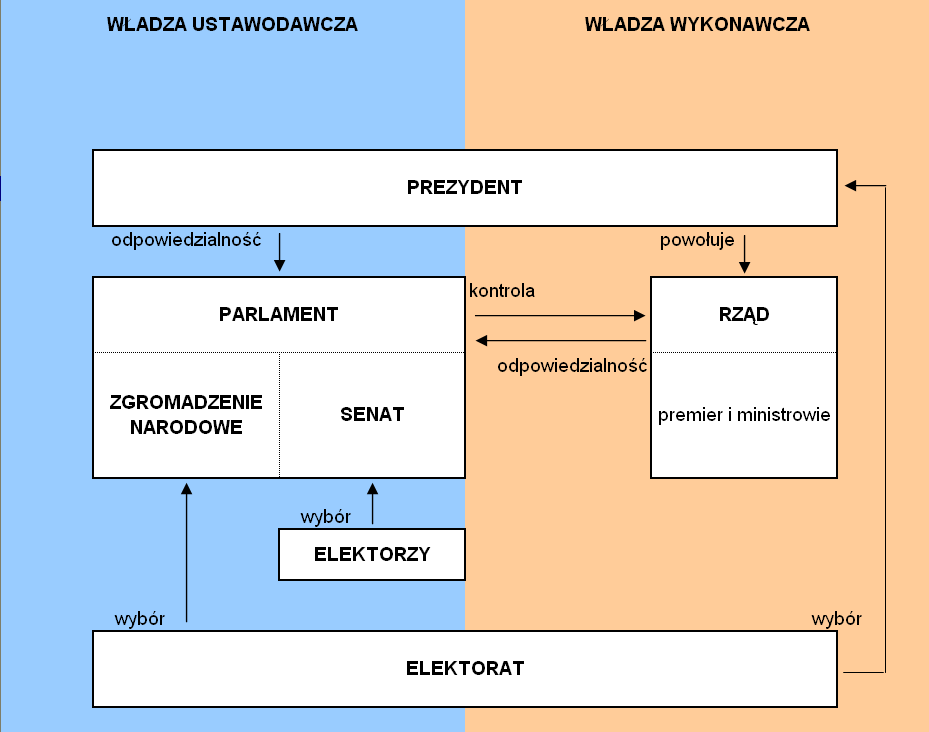
Struktura najwyższych organów państwowych we Francji

Władza wykonawcza we Francji należy do Prezydenta. Prezydent, wybierany bezpośrednio przez wszystkich obywateli na 5-letnią kadencję (zgodnie z konstytucją kadencja prezydenta powinna trwać 7 lat, lecz na mocy referendum konstytucyjnego z roku 2000 została skrócona do lat 5), ma prawo powoływania i odwoływania premiera, którego jednak musi również zatwierdzić Zgromadzenie Narodowe, niższa izba francuskiego parlamentu. Prezydent odpowiada za politykę międzynarodową, jest formalnym głównym dowódcą wojska i ma prawo wydawać dekrety oraz kontrasygnować ustawy.
Władza ustawodawcza we Francji należy do dwuizbowego parlamentu, w którym głos decydujący ma Zgromadzenie Narodowe liczące 577 deputowanych, wybieranych bezpośrednio przez obywateli na 5-letnią kadencję. Senat liczy 348 członków, którzy są wybierani na 6-letnią kadencję przez elektorów powoływanych według skomplikowanego klucza przez lokalne władze departamentów Francji i niektóre instytucje centralne. Senat jest ciałem doradczym z bardzo ograniczonymi prerogatywami. Inicjatywa ustawodawcza we Francji należy niemal w całości do rady ministrów i prezydenta, aczkolwiek muszą oni stosować się do złożonej procedury legislacyjnej, obejmującej konieczność akceptacji projektów ustaw przed złożeniem w parlamencie przez Radę Stanu Francji.
Władza sądownicza opiera się na prawie stanowionym. Sądy dzielą się na powszechne, wojskowe, administracyjne i rozrachunkowe. Wszystkie cztery piony sądowe są trójinstancyjne. Na szczycie sądów powszechnych i wojskowych znajdują się odpowiednie sądy kasacyjne. Na czele systemu sądów administracyjnych znajduje się wydział kasacyjny Rady Stanu Francji. Naczelny Sąd Rozrachunkowy jest ostatnią instancją sądów rozrachunkowych. Sędziowie wszystkich pionów sądownictwa Francji są państwowymi urzędnikami powoływanymi przez ministra sprawiedliwości. Konstytucja i ustrój sądów zapewnia jednak raz powołanym sędziom wysoki stopień niezależności od władzy wykonawczej. Rada Konstytucyjna jest organem o cechach sądu konstytucyjnego.
Francja jest państwem silnie scentralizowanym. Cały kraj jest podzielony na departamenty (fr. département), odpowiadające polskim powiatom. Władze departamentów pochodzą częściowo z wyboru ich mieszkańców, a częściowo są powoływane przez radę ministrów. Jakkolwiek trwa stopniowy proces decentralizacji państwa, lokalna samorządność jest wciąż znacznie mniej rozwinięta niż w większości państw Unii Europejskiej.

## Władza wykonawcza
W swym założeniu konstytucja utrzymuje dwuczłonową egzekutywę. Szef rządu otrzymał inną nazwę niż w IV Republice, zamiast prezesa rady ministrów – premier. Głową państwa jest prezydent Republiki. To on, a nie premier, przewodniczy posiedzeniom rządu. Prezydent, jako arbiter, posiadający pewne uprawnienia osobiste został usytuowany ponad partiami politycznymi. Charles de Gaulle sam przekonywał, że zapewni to normalne funkcjonowanie władz. Dlatego też ustrój V Republiki zyskał nazwę „semiprezydencki”.

### Prezydent Republiki

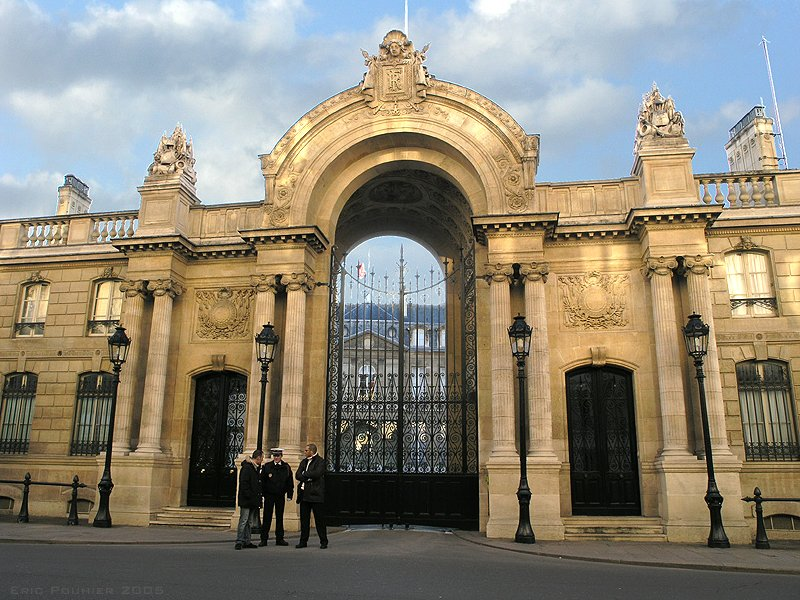
Brama do Pałacu Elizejskiego, rezydencji prezydenta Francji

Zgodnie z konstytucją prezydent Republiki (fr. Président de la République) miał być wybierany na siedem lat, jednak obecnie jego kadencję skrócono do pięciu lat w wyniku referendum konstytucyjnego z 2000 roku. To prezydent desygnuje kandydata na premiera, przewodzi Radzie Ministrów, jest zwierzchnikiem sił zbrojnych oraz ma prawo parafowania traktatów międzynarodowych. Prezydent ma prawo poddawania różnych kwestii politycznych pod referendum oraz może rozwiązać Zgromadzenie Narodowe. W sytuacjach nadzwyczajnych prezydent może przejąć pełnię władzy w państwie.
Zgodnie z systemem stworzonym przez de Gaulle’a prezydent ma dużą władzę. Jeżeli w parlamencie dominuje jego frakcja polityczna, to on decyduje kto będzie premierem oraz określa cele polityczne rządu. Jednak gdy frakcja prezydencka stanowi mniejszość parlamentu, prezydent musi wyznaczyć premiera wywodzącego się z opozycyjnej wobec siebie większości. Zjawisko względnej współpracy pomiędzy premierem i prezydentem wywodzącymi się z przeciwnych obozów politycznych nosi miano koabitacji i po raz pierwszy opisano je właśnie we Francji.
W takiej sytuacji dwukrotnie znalazł się Jacques Chirac – w latach 1986–1988 jako prawicowy premier przy socjalistycznym prezydencie oraz jako prezydent z socjalistycznym rządem w okresie od maja 1997 do 2002 roku.

### Rząd
Francuski rząd (fr. gouvernement), któremu przewodniczy premier Francji (fr. Premier ministre), wykonuje swoje uprawnienia konstytucyjne z pomocą służby cywilnej oraz sił zbrojnych.
Gabinet jest odpowiedzialny przed parlamentem. Zgromadzenie Narodowe ma prawo przegłosowania wotum nieufności, co powoduje dymisję rządu. Ministrowie muszą udzielać odpowiedzi na pytania zadawane przez członków parlamentu zarówno na piśmie jak ustnie, co określa się po francusku jako questions au gouvernement. Jednocześnie ministrowie mają obowiązek stawiać się na posiedzeniach komisji dotyczących kierowanych przez nich resortów.
Zgodnie z tradycją rada ministrów składa się z następujących urzędników
- ministrów,
- wiceministrów (ministres délégués),
- sekretarzy stanu (secrétaires d’état).

W historii Piątej Republiki niektórzy ministrowie mieli też tytuł wicepremiera (ministres d’État), ale miał on znaczenie wyłącznie prestiżowe.
Liczba ministrów oraz podział kompetencji zmieniał się w różnych gabinetach. Jednak pewne najważniejsze funkcje i urzędy pozostawały niezmienne:
- Ministerstwo Finansów (podatki i budżet),
- Ministerstwo Spraw Wewnętrznych (bezpieczeństwo, władze lokalne),
- Ministerstwo Sprawiedliwości (więzienia, obsługa sądów, nadzór nad prokuraturą),
- Ministerstwo Edukacji,
- Ministerstwo Obrony,
- Ministerstwo Spraw Zagranicznych.

Rząd ma znaczącą rolę w określaniu prac legislacyjnych realizowanych w parlamencie. Posiada prerogatywy uprawniające go do inicjatywy ustawodawczej oraz składania poprawek podczas posiedzeń parlamentu. Rząd może też powołać się na specjalny tryb pracy ustawodawczej, który skraca cykl tworzenia prawa.
W zwyczaju jest, że gabinet zbiera się raz w tygodniu (rano w środę) w Pałacu Elizejskim (fr. Palais d’Élysée) odpowiadając na zaproszenie prezydenta.
Od 31 maja 2005 do 15 maja 2007 funkcję premiera Francji pełnił Dominique de Villepin wywodzący się z prawicowej partii UMP. Uprzednio był on ministrem spraw zagranicznych. Villepin objął funkcję po tym, jak jego poprzednik Jean-Pierre Raffarin podał się do dymisji na skutek klęski w referendum dotyczącym ratyfikacji traktatu konstytucyjnego. Rząd cieszył się małym poparciem społeczeństwa, które odrzuca próby przeprowadzenia niezbędnych reform socjalnych. Francuzi obwiniają całą klasę polityczną o przyczynienie się do wzrostu bezrobocia powyżej 10%. Od 15 maja 2012 do 31 marca 2014, w dwóch kolejnych rządach, premierem był Jean-Marc Ayrault, a następnie Manuel Valls i Bernard Cazeneuve.
Od 15 marca 2017 do 3 lipca 2020 funkcję premiera pełnił Édouard Philippe. Następnie Jean Castex, który podał się do dymisji po wygranych przez Emmanuela Macrona wyborach prezydenckich. Obecnym premierem jest François Bayrou z partii Ruch Demokratyczny.

### Procedury legislacyjne władzy wykonawczej
Tylko prezydent i premier mają prawo podpisywania dekretów (décrets):
- prezydent ma uprawnienie do wydawania dekretów zawierających nominacje oraz dymisje wysokich urzędników cywilnych oraz dowódców wojskowych. Lista stanowisk obsadzanych w ten sposób jest wyszczególniona w konstytucji oraz ustawach regulujących funkcjonowanie poszczególnych instytucji.
- premier wydaje dekrety stanowiące rozporządzenia, kontrasygnowane przez odpowiedzialnych za poszczególne dziedziny ministrów. W niektórych obszarach rozporządzenia są jedyną regulacją, ale zwykle pełnią rolę aktów wykonawczych do wydanych już ustaw. W niektórych przypadkach przed wydaniem dekretu konieczne jest skonsultowanie go z Radą Stanu (fr. Conseil d’État), wtedy nosi on zwyczajową nazwę décrets en Conseil d’État. Dekrety nie poddane temu procesowi określane są jako dekrety uproszczone (décrets simples).

Poszczególni ministrowie mają uprawnienia do wydawania decyzji administracyjnych (arrêtés) w ramach zarządzanych przez nich instytucji, ale mają one niższą rangę legislacyjną niż ustawy i dekrety.

## Władza ustawodawcza

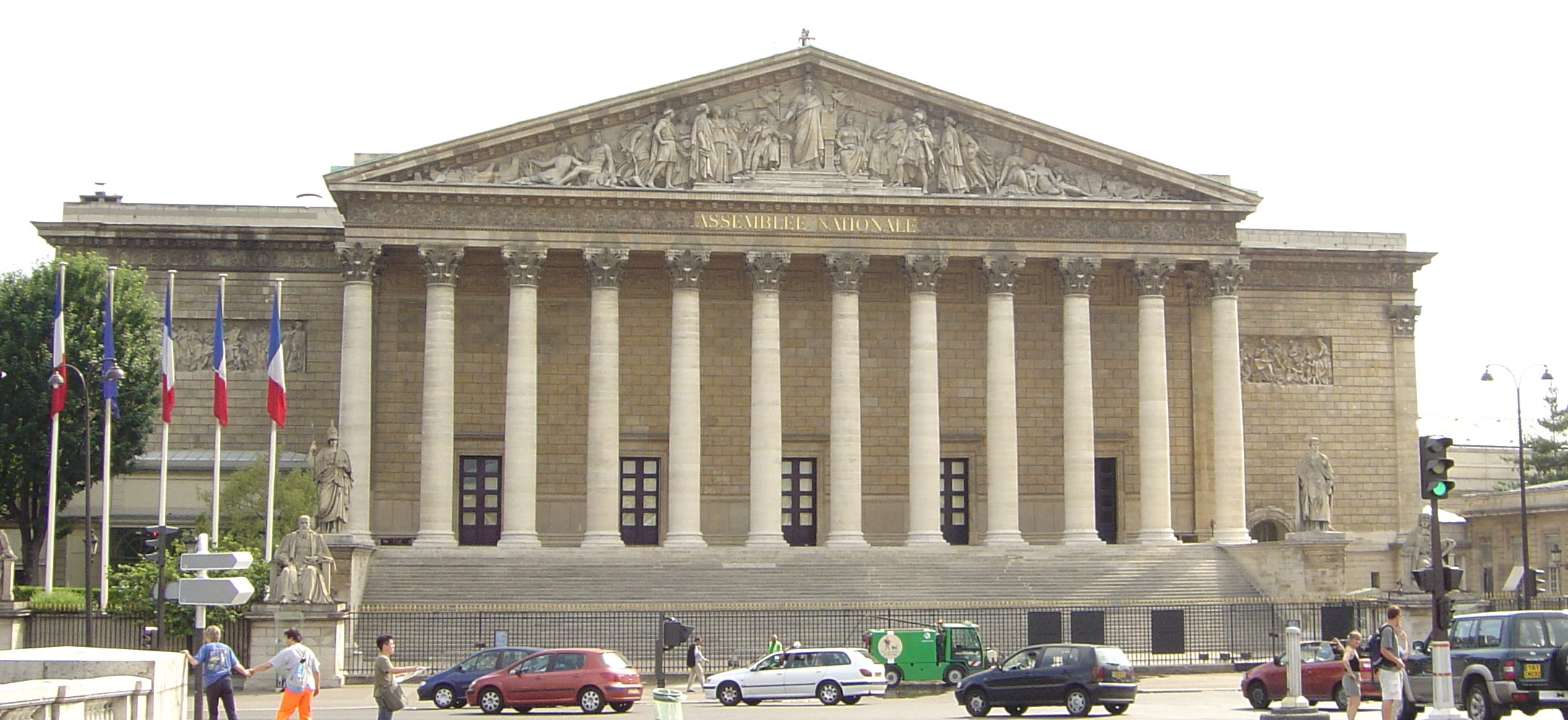
Pałac burboński, siedziba Zgromadzenia Narodowego

Parlament francuski jest dwuizbowy. Składa się ze Zgromadzenia Narodowego i Senatu. Obie izby zbierają się na jedną sesję w roku trwającą od pierwszego roboczego dnia października do ostatniego roboczego dnia czerwca, ale w trakcie sesji nie może zebrać się na więcej niż na 120 posiedzeń. Odbywać się mogą także sesje nadzwyczajne zwoływane przez prezydenta na wniosek premiera lub większości członków Zgromadzenia Narodowego. Na czele każdej z izb stoi przewodniczący, kierujący jej obradami. Jednym z ważniejszych organów jest także biuro (prezydium), w którego skład wchodzą: przewodniczący, jego zastępcy, sekretarze, kwestorzy. W skład izb wchodzą komisje stałe (po sześć w każdej z izb) oraz komisje specjalne. Obie izby działają na podstawie wewnętrznie obowiązujących regulaminów
Mimo że uprawnienia parlamentu są mniejsze niż w Czwartej Republice, może on jednak doprowadzić do upadku rządu, jeżeli Zgromadzenie Narodowe przegłosuje absolutną większością wotum nieufności.
Gabinet ma silny wpływ na prace parlamentu. Istnieje tryb legislacyjny, w którym rząd składa projekt ustawy do parlamentu i jeżeli nie pojawi się wniosek o wotum nieufności dla gabinetu, to nowy akt prawny zostaje uchwalony bez głosowania. W przypadku, gdy parlamentarzyści będą chcieli zablokować ustawę, cała procedura może trwać maksymalnie 72 godziny (24 na złożenie wniosku o wotum nieufności i 48 na jego przegłosowanie).

### Stosunek ustaw parlamentu do rozporządzeń rządu
We francuskim systemie prawnym istnieje różnica pomiędzy ustawami (loi) i związanymi z nimi aktami wykonawczymi, czyli rozporządzeniami (règlement) stanowionymi dekretami (décrets) wydanymi przez premiera.
Zgodnie z konstytucją Francji, jedynie poprzez ustawy mogą być regulowane następujące dziedziny życia:
- prawa obywatelskie oraz inne najważniejsze uprawnienia przyznawane obywatelom, obowiązki obywateli związane z obroną kraju,
- przyznawanie obywatelstwa, emigrację, prawo rodzinne, dziedziczenie, darowizny,
- ściganie i karanie za najcięższe przestępstwa, procedury karne, amnestie, powoływanie sądów oraz uprawnienia sędziów, prokuratorów i adwokatów,
- podstawa opodatkowania, jego wysokość i sposób ściągania podatków, jak również politykę monetarną,
- ordynacje wyborcze do ciał obieranych w wyborach powszechnych,
- uprawnienia urzędników służby cywilnej, oraz służb mundurowych,
- nacjonalizacja oraz prywatyzacja mienia.
- ogólne zasady organizacji systemu obrony narodowej,
- uprawnienia i podział terytorialny samorządów oraz źródła ich finansowania,
- system szkolnictwa,
- stosunki pracy, tworzenie związków zawodowych, ubezpieczeń społecznych.

Parlament uchwala trzy rodzaje ustaw: konstytucyjne, organiczne i zwykłe. W drodze ustaw konstytucyjnych regulowany jest ustrój państwa. Ustawy organiczne są uchwalane w wyniku realizacji zapowiedzi konstytucyjnych. Stoją one wyżej w hierarchii niż ustawy zwykłe. Parlamentarzyści uczestniczą w głosowaniach osobiście. Jednak możliwe jest w wypadku nieobecności delegowanie głosu, zarówno na posiedzeniu plenarnym, jak i w komisjach.
Szczególną ustawą jest budżet państwa, który określa źródła finansowania oraz zobowiązania państwa.
Pozostałe obszary ładu prawnego są regulowane przez rozporządzenia rządu.

### Procedury legislacyjne parlamentu
Inicjatywa ustawodawcza należy do rządu, a właściwie rady ministrów, jak również do odpowiednio licznej grupy parlamentarzystów. Projekt nowego prawa zgłoszony przez rząd określa się jako projet de loi, a ten złożony przez członków legislatywy jest nazywany proposition de loi. Każdy projekt ustawy rządowej jest opiniowany przez Radę Stanu (Conseil d’État), przed rozpoczęciem procesu ustawodawczego. Projekty ustaw proponowane przez grupę parlamentarzystów nie mogą zwiększać obciążenia budżetu bez podania źródła finansowania nowych wydatków.
Ustawy rządowe rozpoczynają swój proces legislacyjny w Zgromadzeniu Narodowym, a te zgłoszone przez członków którejś z izb legislatywy są rozpatrywane najpierw w tej izbie. Jeżeli przepisy proponowane przez obie izby różnią się między sobą, to powoływana jest specjalna komisja harmonizacyjna. Składa się ona po połowie z członków Senatu i Zgromadzenia Narodowego. Jeżeli jej prace zakończą się fiaskiem, to o ostatecznym tekście decyduje niższa izba parlamentu.
Nowe prawo musi być podpisane przez prezydenta. Na tym etapie głowa państwa, przewodniczący obu izb (fr. président), grupa 60 senatorów lub 60 posłów może zaskarżyć projekt przed Radę Konstytucyjną. Prezydent ma też prawo weta, które zmusza parlament do ponownego głosowania projektu ustawy. Jeżeli nowe prawo zostanie przegłosowane, to prezydent musi je podpisać. Po kontrasygnacie przez odpowiedniego ministra ustawa jest publikowana w dzienniku ustaw (fr. Journal Officiel de la République Française).

### Zgromadzenie Narodowe
Zgromadzenie Narodowe (fr. Assemblée Nationale) jest niższą izbą parlamentu francuskiego. Składa się z 577 deputowanych (posłów) wybieranych na 5-letnią kadencję w systemie większości bezwzględnej. Podczas każdych wyborów głosowanie obejmuje cały skład Zgromadzenia Narodowego.
Po ukonstytuowaniu się nowo wybranego parlamentu, o tym kto zostanie premierem decyduje zwykle partia mająca najwięcej miejsc w parlamencie.

### Senat
Senat składa się z 348 senatorów (rok 2008). Jego skład jest obierany przez około 145 tys. elektorów. Od 1 lipca 2004 r. kadencja senatora trwa 6 lat, a co 3 lata połowa składu izby jest wymieniana. Do 30 czerwca 2004 kadencja senatora trwała 9 lat, a co 3 lata odnawiano 1/3 składu izby.
Elektorzy to zwykle przedstawiciele władzy lokalnej. 322 senatorów reprezentuje swoje departamenty (fr. départements), 9 – terytoria zależne, zaś 12 – Francuzów mieszkających na emigracji.
Prerogatywy Senatu są bardzo ograniczone i zwykle rozstrzygający głos ma Zgromadzenie Narodowe. W historii Piątej Republiki izba wyższa zwykle była kierowana przez prawicową większość. Wynikało to z ordynacji wyborczej. Dziś wielu Francuzów uważa sposób obierania Senatu za zupełny anachronizm.

### Rada Społeczno-Ekonomiczno-Środowiskowa
Rada Społeczno-Ekonomiczno-Środowiskowa (fr. Conseil économique, social et environnemental), składająca się z 233 członków, jest ciałem doradczym. Nie bierze udziału w procesie legislacyjnym, ale konsultuje tworzone prawo, szczególnie w kwestiach związanych z gospodarką i sprawami społecznymi. Rada publikuje raporty, które są przesyłane do rządu i parlamentu oraz publikowane w dzienniku ustaw.

## Władza sądownicza

### System prawny
Francuski system prawny opiera się na prawie stanowionym, jednak wyroki sądów mają znaczenie w interpretacji niektórych przepisów. Sądownictwo jest podzielone na powszechne oraz administracyjne.

### Sądy powszechne
Sądy powszechne zajmują się rozstrzyganiem spraw cywilnych oraz karnych. System sądowniczy składa się z sądów trzech instancji – rejonowych, apelacyjnych oraz Sądu Kasacyjnego (Cour de cassation).
Sędziowie są urzędnikami państwowymi, jednak posiadają szereg praw, które chronią ich niezależność. Sędziów nie można przenosić ani awansować bez ich zgody. Na straży niezależności sędziów i prokuratury stoi Najwyższa rada korpusu urzędników sądowych (fr. Conseil supérieur de la magistrature). Członkami rady są prezydent, minister sprawiedliwości, przewodniczący sądów administracyjnych i kasacyjnych oraz sędziowie i prokuratorzy reprezentujący samorząd zawodowy. Rada decyduje o nominacjach sędziowskich i prokuratorskich, ma prawo do prowadzenia postępowań dyscyplinarnych przeciwko sędziom.
Ławnicy biorą udział tylko w sprawach dotyczących najcięższych zbrodni. Zgodnie ze standardem współczesnych państw demokratycznych, we Francji oskarżony jest niewinny, dopóki ponad wszelką wątpliwość nie udowodni mu się winy.

### Sądownictwo administracyjne
Sądy administracyjne zajmują się rozstrzyganiem spraw spornych pomiędzy obywatelami a instytucjami państwa oraz między różnymi urzędami. Każda decyzja urzędnika może zostać zaskarżona. Sądownictwo administracyjne podobnie jak powszechne zapewnia możliwość apelacji. Wyroki rejonowych trybunałów administracyjnych, mogą podlegać apelacji do administracyjnych sądów apelacyjnych, a najwyższą instancją, do której można się odwołać jest Rada Stanu (fr. Conseil d’État) a dokładnie jej wydział zajmujący się pozwami.
Rada Stanu jest organem rządowym, pełniącym dwie funkcje: doradczą (doradza rządowi w sprawie projektów ustaw i ordonansów) oraz sądowniczą (jest najwyższą instancją sądownictwa administracyjnego). Formalnie na czele Rady Stanu stoi Premier, lecz faktyczne kierownictwo sprawowane jest przez wiceprezesa, nominowanego dekretem Rady Ministrów. Bliskie powiązanie Rady Stanu z administracją rządową bywa przedmiotem kontrowersji co do jej niezależności przy rozpatrywaniu skarg na działania organów administracji publicznej. Zgodnie z francuską doktryną prawa administracyjnego, sędzia administracyjny sam jest administratorem.
Rada Stanu rozpatruje również skargi dotyczące decyzji rządu. Jeżeli rozporządzenia wykonawcze lub inne decyzje władzy wykonawczej są sprzeczne z ustawami lub ogólnymi zasadami państwa prawa, mogą zostać unieważnione na mocy wyroku tego ciała.

### Rada Konstytucyjna
Rada Konstytucyjna (fr. Conseil Constitutionnel) rozpatruje akty prawne i ocenia, czy są one zgodne z konstytucją oraz traktatami międzynarodowymi. Wniosek o wszczęcie postępowania przed Radą Konstytucyjną mogą składać prezydent, przewodniczący Senatu (fr. président du Sénat), przewodniczący Zgromadzenia Narodowego (fr. président de l’Assemblée nationale), premier, 60 senatorów lub 60 posłów. Jednocześnie za niekonstytucyjne trybunał może uznać przepisy sprzeczne z Deklaracją Praw Człowieka i Obywatela (fr. Déclaration des Droits de l’Homme et du Citoyen) oraz Europejską Konwencją Praw Człowieka.
Rada Konstytucyjna składa się z 9 członków, z czego 3 jest mianowanych przez prezydenta, 3 przez przewodniczącego Senatu i 3 przez przewodniczącego Zgromadzenia Narodowego. Ponadto do zasiadania w radzie mają prawo byli prezydenci Francji. Charakterystyczne jest to, że członkowie rady nie muszą mieć wykształcenia prawniczego, jednak utrwalił się zwyczaj konstytucyjny, aby takie wykształcenie posiadali.

### Sądy rozrachunkowe
Sądownictwo rozrachunkowe zajmuje się audytem finansów państwa oraz innych instytucji publicznych. Jego struktura opiera się na lokalnych sądach rozrachunkowych, a instytucją odwoławczą jest tutaj Naczelny Sąd Rozrachunkowy (fr. Cour des Comptes). Ciało to publikuje coroczny raport, który czasami staje się wstępnym materiałem dla działań prokuratury.

## Władze samorządowe
Francja jest państwem silnie scentralizowanym. Cały kraj jest podzielony na departamenty (fr. département), odpowiadające polskim powiatom. W każdym z nich władzę za ramienia rządu sprawuje prefekt. Jednak w roku 1982 Francja rozpoczęła proces decentralizacji. Część uprawnień administracyjnych oraz nadzór nad pewnym wycinkiem spraw podatkowych przekazano politykom lokalnym. W marcu 1986 roku pierwszy raz odbyły się bezpośrednie wybory do lokalnych rad regionalnych. Proces decentralizacji trwa do dziś, jednak urzędy centralne zachowały jak dotąd sporą władzę.
Podział administracyjny opiera się na:
- około 36000 gmin (fr. commune) zarządzanych przez rady oraz merów,
- 96 departamentów (fr. département) posiadających rady (fr. conseil général) (obecnie Francja metropolitalna podzielona jest na 96 departamentów. Ponadto istnieje 5 departamentów zamorskich)
- 26 regionów (fr. région), z tego 22 we Francji metropolitalnej i 4 regiony zamorskie, kierowanych przez rady regionalne (fr. conseil régional).

Władze różnych szczebli prowadzą działalność publiczną na różnych poziomach. Przykładem może być tutaj edukacja, gdzie gminy zarządzają szkołami podstawowymi, departamenty średnimi, a regiony wyższymi. Jednak władze lokalne we Francji zajmują się tylko utrzymaniem budynków, natomiast programy nauczania i nadzór nad nauczycielami jest w gestii Ministerstwa Oświaty.

## Organizacje polityczne

### Inne organizacje polityczne
Związki zawodowe:
- Confédération Générale du Travail lub CGT, około 2,4 miliona członków związana z Komunistyczną Partią Francji,
- Force Ouvrière (FO), około 1 miliona członków,
- Confédération Générale des Cadres (kadra menadżerska), 340,000 członków,
- Confédération Française Démocratique du Travail lub CFDT, około 800 tysięcy członków, związana z Francuską Partią Socjalistyczną
- Confédération Française des Travailleurs Chrétiens
- Solidaires Unitaires Démocratiques lub „Grupa 10", zrzeszająca radykalne związki zawodowe.

Związki pracodawców:
- Ruch Przedsiębiorstw Francji (Mouvement des Entreprises de France(inne języki) lub MEDEF, znana też jako CNPF), a czasami nazywana patronat.

Związki producentów rolnych:
- Fédération Nationale des Syndicats d'Exploitants Agricoles(inne języki)
- Centre National des Jeunes Agriculteurs
- Confédération Paysanne(inne języki)